# Sara Zahedi
Sara Zahedi es una matemática iraní-sueca nacida en Teherán en 1981, la cual trabaja en la dinámica de fluidos computacional. Es la segunda matemática de la historia iraní que ve premiado su trabajo. A sus 31 años, ya ha realizado un doble grado de matemáticas en el cual se decantó por el análisis numérico. Además de las matemáticas, sabe tres idiomas: persa, sueco e inglés. Una de las mayores motivaciones para Sara a la hora de estudiar matemáticas, fue que con ellas podía resolver problemas reales.

## Biografía
Tras la muerte de su padre por cuestiones políticas en Irán, Sara, a sus diez años, se trasladó a Suecia como una refugiada, aunque no pudo reencontrarse con su madre hasta varios años después. La barrera del idioma sería una razón por la cual le empezaron a interesar las matemáticas, ya que estas le sirvieron para comunicarse con sus compañeros.
Zahedi obtuvo una maestría de KTH en 2006 y un doctorado en 2011, realizando una tesis titulada “Métodos Numéricos para Problemas de Interfaz Fluida". En 2014, regresó a KTH como profesora asistente, donde, junto a sus compañeros, consiguió representar en un ordenador un modelo de dos líquidos no miscibles, que permitió averiguar cuáles serán las repercusiones medioambientales en casos como el derrame de petróleo “Deepwater Horizon” que ocurrió en el Golfo de México en 2010 que descargó cerca de 5 millones de barriles de petróleo en el mar. Estos trabajos fueron merecedores del premio European Mathematical Society Prize de 2016.

## Premios y menciones
Es una de los diez ganadores y la única mujer ganadora del premio European Mathematical Society Prize de 2016, por su destacada investigación sobre el desarrollo y análisis de algoritmos numéricos para ecuaciones de derivadas parciales con un enfoque en aplicaciones a problemas con geometría dinámicamente cambiante. El tema de la conferencia por el premio de Zahedi con respecto a su reciente investigación sobre el método CutFEM de resolver los problemas de dinámica de fluidos con límites escalables dentro de la geometría, como puede ocurrir durante simulación de sistemas dinámicos de dos líquidos no miscibles. Este método combina la técnica de establecer el nivel de representación de límites numéricos que pueden adaptarse a células geométricas complejas de rejilla cortadas por dichos líquidos.

## Aplicaciones en el mundo real
Una de las motivaciones de Zahedi, es poder darle una función real a las matemáticas. Por esto, utilizando los algoritmos numéricos desarrollados por ella misma, ha desarrollado unos micro dispositivos llamados "lab on a chip-chips", que procesan micro fluidos y extraen información, como un laboratorio, solo que en miniatura. "A partir de una minúscula muestra de sangre, que la persona puede extraer en casa, se puede detectar por ejemplo si tienes un tipo de virus o bacteria en unos pocos minutos", asegura Zahedi.
Por el momento, son dispositivos caros de fabricar, pero en un futuro, se podría sustituir el costoso método tradicional para analizar la sangre, por este, que para entonces será más barato.